# Game Software Rating Regulations
Game Software Rating Regulations — система рейтингов, основанная в 2006 году. Действует в Тайване. Аркадные игровые автоматы имеют отдельные регулирования и совершенно не зависят от GSRR.

## Рейтинги
| Возрастная категория | Описание                                                                                             |
| -------------------- | --- |
|                      | 普遍級 (General) — предзначено для лиц любого возраста.                                              |
|                      | 保護級 (Protect) — недоступно для лиц моложе 6 лет. Возможно, недоступно для лиц моложе 12 лет.      |
|                      | 輔12級 (Counsel 12+) — недоступно для лиц моложе 12 лет. Возможно, недоступно для лиц моложе 6 лет.  |
|                      | 輔15級 (Counsel 15+) — недоступно для лиц моложе 15 лет. Возможно, недоступно для лиц моложе 12 лет. |
|                      | 限制級 (Restrict) — запрещено для детей (недоступно для лиц моложе 18 лет)                           |